# بني مراس (عياشة)
بني مراس هي إحدى مشيخات المملكة المغربية، تتبع جغرافيا لإقليم العرائش وإداريًا لعياشة. يقدر عدد سكانها بـ 3094 نسمة حسب الإحصاء الرسمي للسكان والسكنى لسنة 2004.